# 梅耶赖
梅耶赖（法語：Meilleray，法語發音：[mɛjʁɛ] ⓘ）是法国塞纳-马恩省的一个市镇，属于普罗万区。

## 地理
梅耶赖（48°47'20"N, 3°25'34"E）面积7.77 平方千米，位于法国法蘭西島大區塞纳-马恩省，该省份为法国北部内陆省份，北起瓦兹省，西接埃松省、马恩河谷省、塞纳-圣但尼省和瓦兹河谷省，南至卢瓦雷省，东南接约讷省，东临马恩省和奥布省，东北接埃纳省。
与梅耶赖接壤的市镇（或旧市镇、城区）包括：圣巴泰勒米、勒韦济耶、利奥讷新城、蒙托利韦。

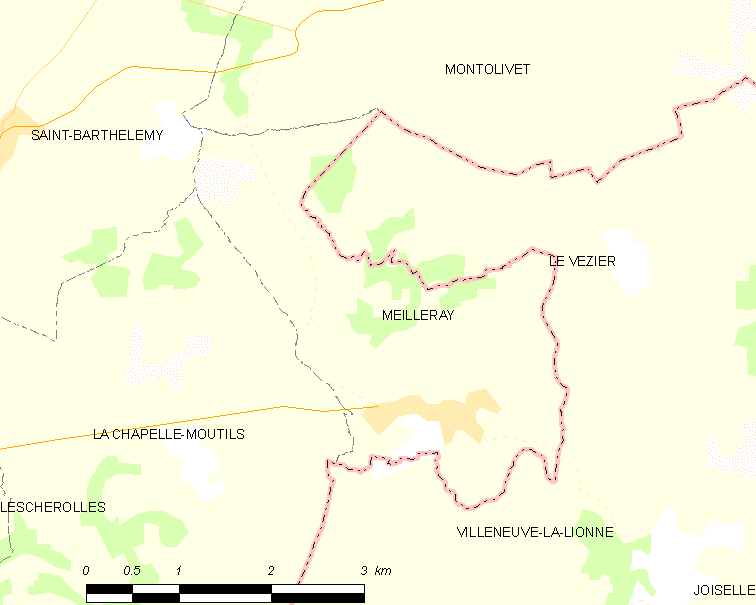
梅耶赖的OSM定位图

梅耶赖的时区为UTC+01:00、UTC+02:00（夏令时）。

## 行政
梅耶赖的邮政编码为77320，INSEE市镇编码为77287。

## 政治
梅耶赖所属的省级选区为库洛米耶县。

## 人口

1962-2008年间梅耶赖人口变化图示

梅耶赖于2022年1月1日时的人口数量为505人。